# Карифи-Торело-Присколи (Салерно)
Карифи-Торело-Присколи (итал. Carifi-Torello-Priscoli) је насеље у Италији у округу Салерно, региону Кампанија.
Према процени из 2011. у насељу је живело 1538 становника. Насеље се налази на надморској висини од 164 м.